# Лоик, Эцио
Эцио Лоик (итал. Ezio Loik, 26 сентября 1919, Фиуме — 4 мая 1949, Суперга) — итальянский футболист, полузащитник.
Прежде всего известен выступлениями за клуб «Торино», а также национальную сборную Италии. Один из главных бомбардиров звездного состава «Торино», который доминировал в итальянском футболе в 1940-х годах. Вместе с партнёрами по туринской команде трагически погиб в авиационной катастрофе на горе Суперга 4 мая 1949 года.
Пятикратный чемпион Италии. Двукратный обладатель Кубка Италии.

## Клубная карьера
Родился 26 сентября 1919 года в городе Фиуме (ныне Риека). Воспитанник футбольной школы местного клуба «Леонида».
Во взрослом футболе дебютировал в 1936 году выступлениями за команду клуба «Фиумана», в которой провел один сезон, приняв участие в 41 матче чемпионата.
Впоследствии с 1937 по 1942 год играл в составе «Милана» и «Венеции». В составе последней завоевал титул обладателя Кубка Италии (1941).
В 1942 году перешёл в клуб «Торино», за который отыграл 7 сезонов. Большинство времени, проведенного в составе «Торино», был основным игроком команды. Был одним из главных бомбардиров команды, имея среднюю результативность на уровне 0,4 гола за игру в первенстве. За это время добавил к списку своих трофеев пять титулов чемпиона Италии, и ещё один титул обладателя Кубка Италии.
Свой последний, пятый титул чемпиона Италии в сезоне 1948-49 Лоик получил уже посмертно — 4 мая 1949 года команда трагически погибла в авиакатастрофе на горе Суперга близ Турина. До конца первенства оставалось 4 тура, «Торино» возглавлял турнирную таблицу, и все погибшие игроки клуба посмертно получили чемпионский титул после того, как игроки молодёжной команды клуба, что доигрывали сезон, выиграли во всех четырёх последних матчах первенства. При этом их соперники («Дженоа», «Сампдория», «Палермо» и «Фиорентина») в этих матчах из уважения к погибшим чемпионам также выставляли на поле молодёжные составы своих клубов.

## Карьера в сборной
В 1942 году дебютировал в официальных матчах в составе национальной сборной Италии. В течение карьеры в национальной команде, которая продлилась 8 лет, провел 9 матчей, забив 4 гола.

## Титулы и достижения
- Чемпион Италии (5):

«Торино»: 1942-43, 1945-46, 1946-47, 1947-48, 1948-49
- Обладатель Кубка Италии (2):

«Венеция»: 1940-41
«Торино»: 1942-43